# Pedro I de Aragón
Pedro I de Aragón (ca. 1068-Valle de Arán, 28 de diciembre de 1104) fue rey de Aragón y Pamplona (1094-1104).

## Biografía
Pedro I era hijo de Sancho Ramírez e Isabel de Urgel. Su padre Sancho Ramírez decidió confiarle, siendo aún príncipe, Ribagorza y Sobrarbe a título de rey, bajo su suprema autoridad. Era una fórmula que ya utilizaba Sancho el Mayor, que concedía en vida títulos de regulus a sus hijos para que rigieran como tenencias parte de sus dominios regios. No se conservan documentos del nombramiento ni se conoce el día exacto del inicio de su gobierno sobre estas tierras, pero ya figura como tal a partir de junio de 1085. Desde 1089 su padre le cedió el dominio en tenencia del curso medio del Cinca, a título de «rey de Monzón», tierras fronterizas muy expuestas a los ataques musulmanes de la taifa de Lérida. Seguía así Sancho Ramírez la costumbre navarro-aragonesa de delegar tierras gobernadas con títulos reales entre los infantes para colaborar en las tareas de gobierno y comenzar a ejercer responsabilidades regias.

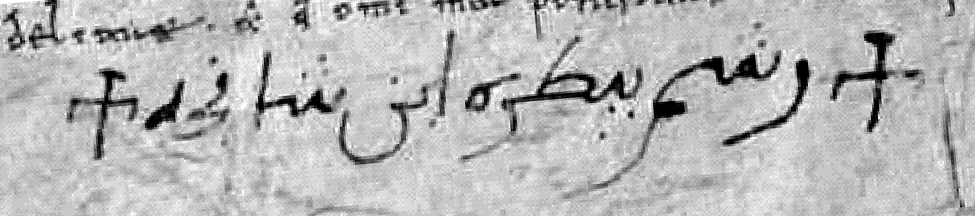
Suscripción en árabe de Pedro I de Aragón:
† رشم بيطره ابن شانجه †. Transliteración: <ršm byṭrh ˀbn šˀnǧh>. Transcripción fonética en árabe dialectal andalusí: /ráš(a)m Béṭro (a)ben Šánǧo/ o /ráš(a)m Péṭro (a)ben Šánčo /. Traducción al español: 'Señal [= signum] de Pedro, hijo de Sancho'.

Entre los años 1093 y 1103 Aragón, aliado del Cid en el Levante, dominó las plazas de Culla, Oropesa, Miravet, Montornés y Castellón de la Plana. Lo confirman no solo las crónicas, sino también la Historia Roderici y los diplomas suscritos por los tenentes de estas fortalezas. Se conserva un documento de julio de 1100 de Pedro I de Aragón, donde se titula rey de Aragón, Pamplona, Sobrarbe, Ribagorza, Culla, Oropesa y Castellón. En ella concede a «mio cid Muño Muñoz» el castillo de Azafaz, la villa de Ova y se mencionan los tenentes levantinos: Ortí Ortiz, que tiene la honor sobre Monroig, Culla y Oropesa; y el citado Muño Muñoz, que se encarga de la tenencia de Castellón, Monroig sobre Montornés y Azafaz.
El 4 de junio de 1094 heredó el trono de Aragón y de Pamplona. El reinado de Pedro I significó la expansión del territorio aragonés en sus tramos central y oriental, llegando hasta la Sierra de Alcubierre y los Monegros. 
Conquistó Huesca en (1096), después de derrotar a Al-Musta'in II de Zaragoza en la batalla del Alcoraz. Combatió al lado del Cid en la batalla de Bairén (1097) derrotando a los almorávides, que habían acudido con un importante ejército mandado por Muhammad ibn Tasufin con objeto de recuperar para el islam Valencia, que había sido conquistada por el Campeador.
Más tarde tomó Barbastro (1101), Sariñena e intentó tomar Zaragoza. Sitió Tamarite de Litera (1104) y reglamentó el fuero de los infanzones. Consolidó la supremacía militar de las tropas cristianas sobre las musulmanas, muriendo, según Iglesias Costa, lo más probablemente entre el 27 y el 30 de septiembre de 1104, en el Valle de Arán, si bien Ubieto Arteta no precisa el día y la sitúa en el mes de septiembre de 1104.

## Matrimonio y descendencia
Se casó en primeras nupcias con Inés de Aquitania, en Jaca, en 1086, de la que tuvo dos hijos que murieron antes que el padre:
Ubieto postuló en 1973 (y en otros lugares posteriormente), a partir de un pasaje poco claro de la Primera crónica general (edición de varios códices relacionados con la Estoria de España de Alfonso X el Sabio compilados por Menéndez Pidal), que María Rodríguez, hija del Cid, se casó en primeras nupcias con este infante aragonés; esta hipótesis ha sido admitida por Laliena Corbera e Ian Michael, pero rechazada por Rubio García, Louis Chalon o Rafael Lapesa. Finalmente, Alberto Montaner Frutos, en su edición del Cantar de mio Cid de 2011, concluye que dicho enlace con el infante Pedro carece de documentación contemporánea que lo atestigüe, además de que la teoría de Ubieto está basada en un relato de la Estoria del Cid escrito a partir del reinado de Sancho IV de Castilla (1284-1295), que fue incorporado a la Versión sanchina de la Estoria de España, donde se da el nombre de Pedro al príncipe de Aragón que en el Cantar de mio Cid se casa con la hija del héroe: este testimonio cronístico, por tanto, no puede darse como fuente histórica fiable.
- Pedro de Aragón, falleció, con seis meses, en 1104

- Inés de Aragón, que murió en 1104.[14]

En segundas nupcias se casó el 16 de agosto de 1097 en Huesca con Berta, dándole como dote unas tierras en la Galliguera oscense, en la que gobernaría varios años después de su muerte.
No tuvo descendencia de este segundo matrimonio, por ello, tras su muerte, pasó a sucederle su hermano Alfonso.
| Predecesor: Sancho Ramírez | Rey de Aragón y Pamplona 1094-1104 | Sucesor: Alfonso I |